# Bobota (gmina)
Bobota – gmina w Rumunii, w okręgu Sălaj. Obejmuje miejscowości Bobota, Derşida i Zalnoc. W 2011 roku liczyła 3766 mieszkańców.